# Un visage pour l'éternité
Un visage pour l'éternité (titre original : Till We Have Faces) est le dernier roman de C. S. Lewis, paru en 1956. La dernière réédition en France porte le titre de Tant que nous n'aurons pas de visage.

## Présentation
Il s'agit d'une relecture du mythe grec d'Éros et Psyché, une histoire qui fascinait Lewis depuis longtemps, et qu'il avait tenté à plusieurs reprises de s'approprier, en prose ou en vers. Il choisit de prendre le point de vue de la sœur aînée de Psyché, qu'il appelle Orual.

## Éditions françaises
- 1995 : Un visage pour l'éternité : un mythe réinterprété ; traduit par M. D. Le Péchoux, Collection : Au cœur du monde, Lausanne ; Paris : l'Âge d'homme, 209 p.[1]  (ISBN 2-8251-0617-8)
- 2007 : Un visage pour l'éternité ; traduit par M. D. Le Péchoux, Collection : Le Livre de poche no 27009, Paris : Librairie générale française, 318 p.[2]  (ISBN 978-2-253-11859-6)
- 2011 : Tant que nous n'aurons pas de visage ; traduit par Marie de Prémonville, préface de François Rivière, Paris : A. Carrière, 322 p.[3]  (ISBN 978-2-84337-617-7)